# Židovský hřbitov v Horní Cerekvi
.Židovský hřbitov v Horní Cerekvi, založený snad v 17. století nebo v 18. století, leží asi 1,5 km severovýchodně od města Horní Cerekev na kraji remízku v polích, a to nalevo při Tyršově ulici vedoucí dále na Novou Bukovou a Pelhřimov. Je chráněn jako kulturní památka České republiky.
Na ploše 927 m2 se dochovalo kolem 180 náhrobních kamenů (macev) s nejstaršími z 18. století a rekonstruovaná malá márnice. V areálu se pohřbívalo do roku 1942. 